# Międzynarodowe Triennale Tkaniny
Międzynarodowe Triennale Tkaniny – międzynarodowy festiwal tkanin odbywający się co trzy lata w Łodzi. Pierwsza edycja festiwalu odbyła się w 1972 roku w salach wystawowych Zjednoczenia Przedsiębiorstw Handlu Zagranicznego "Textilimpex", które wówczas znajdowały się na ul. Traugutta 25. Organizatorem imprezy jest Centralne Muzeum Włókiennictwa.
Jest to najstarsza i największa w świecie specjalistyczna wystawa - konkurs współczesnej tkaniny artystycznej, z roku na rok ciesząca się większym zainteresowaniem. 
Impreza promuje współczesną sztukę tkaniny, coraz powszechniej nazywaną sztuką włókna.